# Skała (Petite-Pologne)
Pour les articles homonymes, voir Skała.
Skała est une ville de Pologne, située dans le sud du pays, dans la voïvodie de Petite-Pologne. Elle est le chef-lieu de la gmina de Skała, dans le powiat de Cracovie.